# ГАЗ-3308
ГАЗ-3308 «Садко» — російський бортовий повноприводній вантажний автомобіль 2,5-тонного класу капотного компонування. Створений на Горьківському автомобільному заводі в 1990-х.

## Історія
В кінці 1980-х років, з огляду на необхідність заміни ГАЗ-66, були спроби чергової уніфікації виробництва вже наявної машини. Так, в 1990 році, з'явилася модель ГАЗ-3301, побудована з урахуванням вимог військових. Також, відмінною рисою цієї машини була наявність дизельного двигуна. Однак, розпад СРСР і спад закупівель державою поставили хрест на перспективній машині. Зважаючи на це, виробництво «шишиги» (ГАЗ-66) було продовжено.
Проте, розробка нової машини продовжилася. З урахуванням пом'якшених вимог військових, а також з огляду на практичний досвід застосування на ГАЗ-66 кабіни над двигуном з усіма властивими їй недоліками (високої небезпеки для екіпажу при підриві на міні, складністю доступу до двигуна, низьким рівнем комфорту і поганою ергономікою в цілому), а головне, різкого скорочення державних закупівель для армії і народного господарства, керівництво заводу повернулося до капотного компонування. Конструкція повнопривідного шасі зберегла спадкоємність.
Перший прототип нової повнопривідної вантажівки був створений Горьківський автомобільним заводом в 1995 році під індексом ГАЗ-3309П. Серійне виробництво моделі, що отримала галузевий індекс ГАЗ-3308 і власну назву «Садко» почалося в грудні 1997 року.

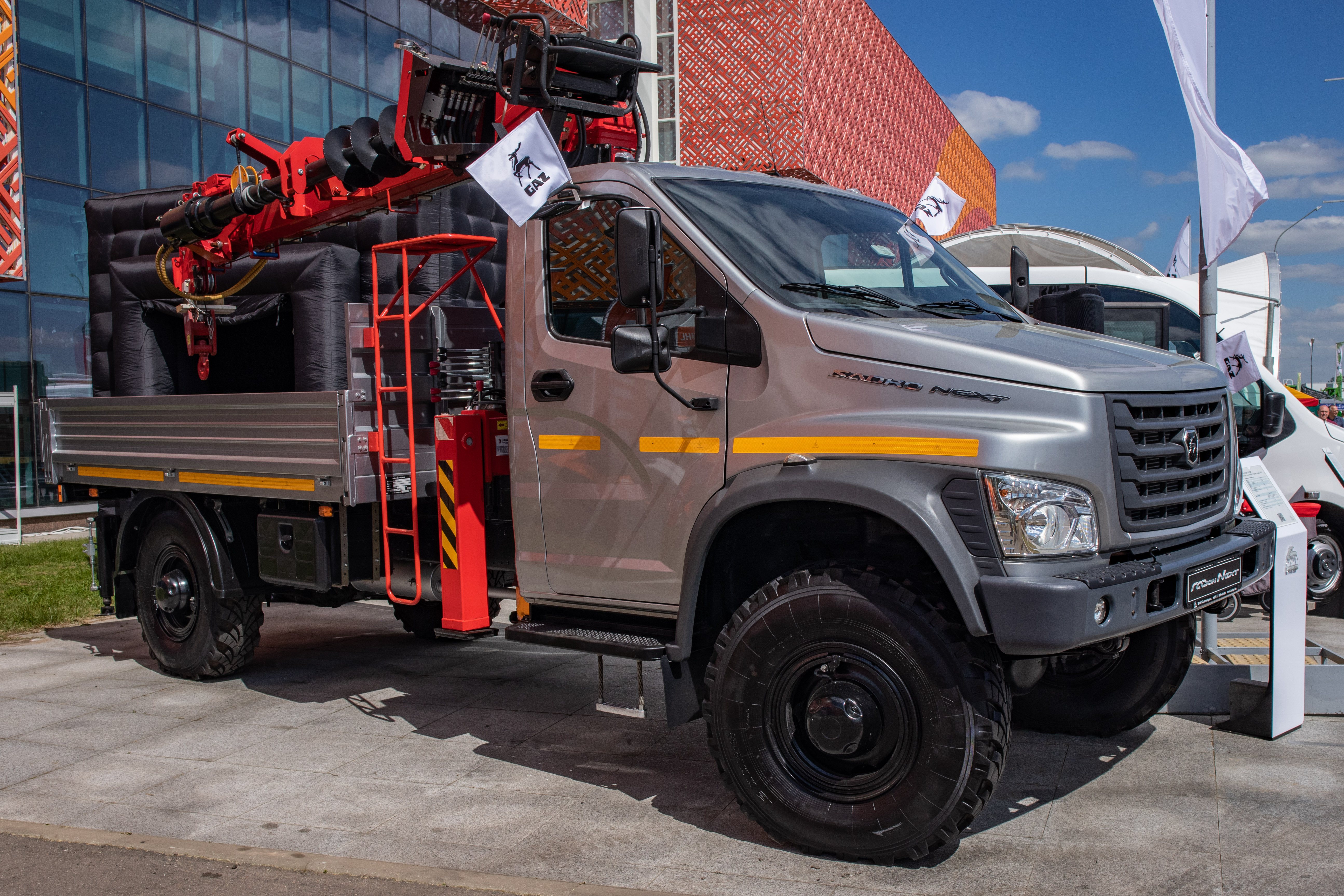
GAZ Sadko Next

У російській армії 2,3-тонна вантажівка ГАЗ-3308 прийшла на зміну моделі ГАЗ-66-40 з кабіною над двигуном. На ГАЗ-3308 застосовується модифікована (інші крила зі збільшеними колісними арками) кабіна від ГАЗ-3309, а також провідні мости і трансмісія, аналогічні використовувалися на ГАЗ-66-40.
У вересні 2000 року ГАЗ-3308 був запропонований на експорт для збройних сил України.
З 2003 року «Садко» переважно оснащується турбодизелем ММЗ Д-245.7 (з 2005 року екологічного класу Євро-2, з 2013-го — Д-245.7Е4 екологічного класу Євро-4).
У лютому 2013 року з'явилася версія ГАЗ-33088 «Садко» з турбодизелем ЯМЗ-53442 класу Євро-4.
У червні 2014 року ГАЗ представив нову версію з неофіційною назвою Садко-Next вантажопідйомністю 3 тонни, разом з ГАЗон-Next.

## Основні модифікації ГАЗ-3308

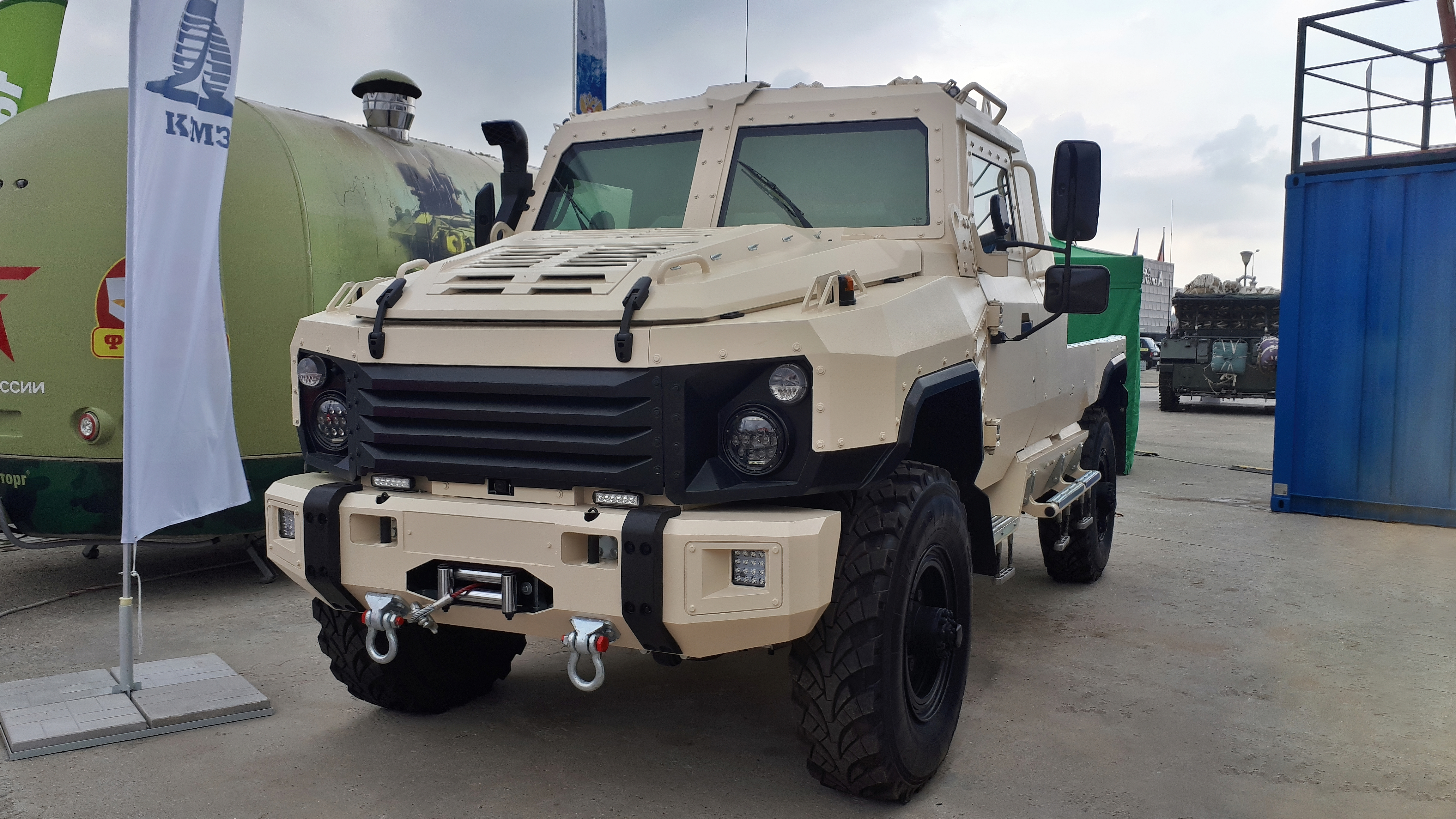
Модульний броньовик «Буран» на шасі ГАЗ-3308.

- ГАЗ-3308 — базова версія з карбюраторним 125-сильним двигуном ЗМЗ-5231.10 робочим об'ємом 4,67 л;
- ГАЗ-33081 — модифікація з 117-сильним дизельним двигуном ММЗ Д-245.7 робочим об'ємом 4,75 л з турбонаддувом;
- ГАЗ-33082 — рання модифікація з турбодизелем ГАЗ-562 за ліцензією Steyr;
- ГАЗ-33088 — модифікація зі 134,5-сильним дизельним двигуном ЯМЗ-53442 робочим об'ємом 4,43 л з турбонаддувом.

## Вахтові автобуси на шасі «Садко»

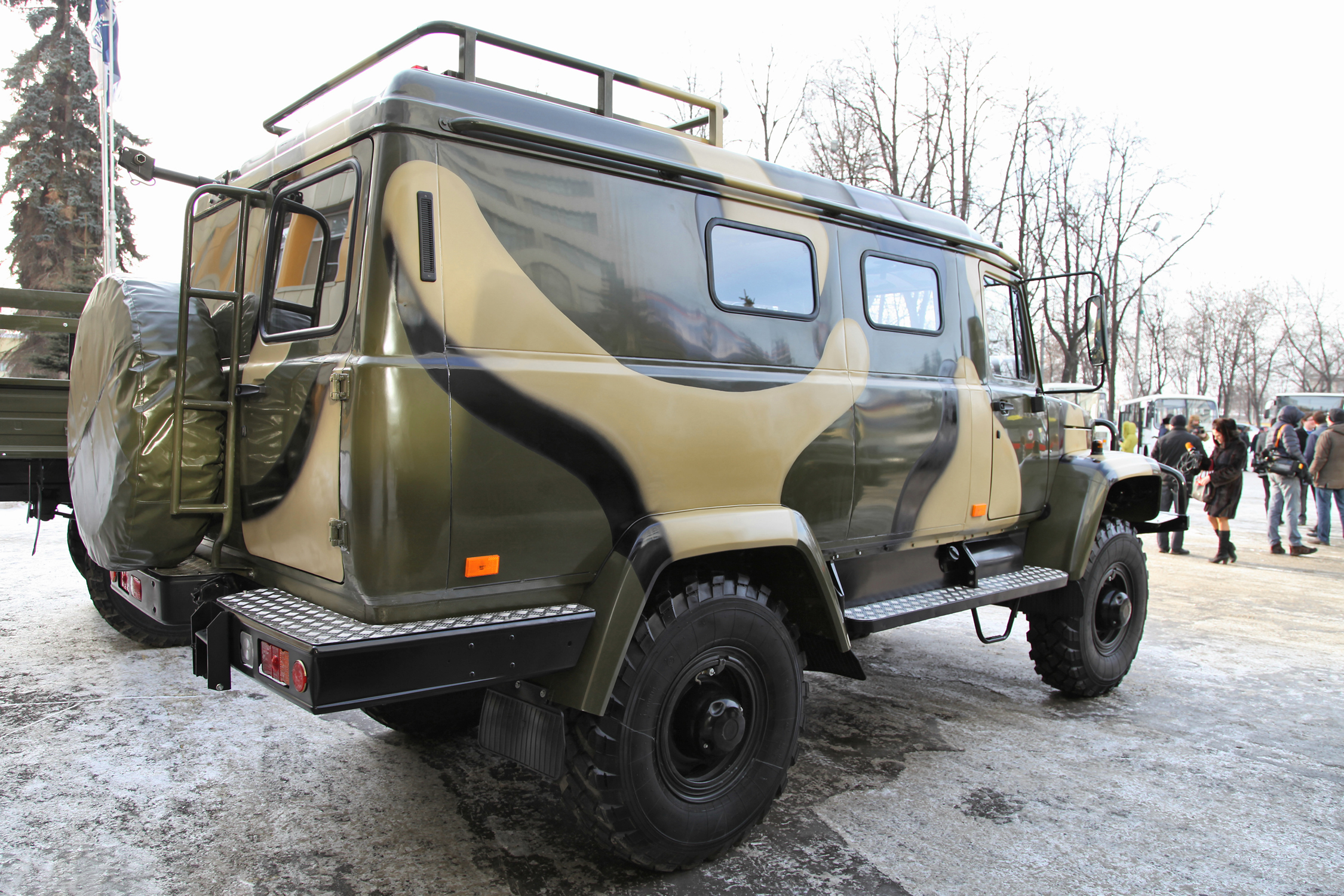
ГАЗ-330811

- КАвЗ-39766 — автобус-всюдихід з використанням 19-місного кузова автобуса малого класу КАвЗ-3976. Модифікації: 397660 — з карбюраторним двигуном ЗМЗ-513; 397663 — з дизелем ММЗ Д-245.7. Вироблявся в 2003—2005 рр.
- СемАР-3257 — вантажопасажирський 12-місний автобус-всюдихід з використанням кузова автобуса малого класу СемАР-3280. Оснащувався карбюраторним двигуном ЗМЗ-513. Вироблявся в 2001—2006 рр.
- Вахтовий автобус на шасі ГАЗ-3308 — вантажопасажирська «вахтовка» з окремим кутастим кузовом на шасі ГАЗ-3308 зі стандартною кабіною. Вироблявся в 2003—2006 рр. на СемАРі. В даний час виготовляється на заводі Авто-Профі.
- ГАЗ-330811-10 Вепр — автомобіль спеціального призначення на вкороченій базі «Садко» з суцільнометалевим трьох-або п'ятидверним кузовом. «Вепр» зберігає всі переваги автомобіля «Садко» (динаміку, прохідність, комфортабельність кабіни).

## Спеціальні машини на базі «Садко»
- N-2 — вірменська реактивна система залпового вогню

## Бойове застосування
Під час російського вторгнення в Україну російські військові покинули два автомобілі ГАЗ-3308, один автомобіль був захоплений українськими військовими, а також три було знищено.